# Jungfrusko
Jungfrusko (Pleione formosana) är en orkidéart som beskrevs av Bunzō Hayata. Jungfruskon ingår i jungfruskosläktet, som ingår i familjen orkidéer. Inga underarter finns listade i Catalogue of Life.

## Utbredning
Arten förekommer i södra Kina och på Taiwan. Den odlas även som krukväxt i andra delar av världen.